# Tyler Oakley
Tyler Oakley (* 22. března 1989 Jackson) je americký vloger a zastánce gayů.
Tyler začal s vlogy v roce 2007 a jeho první video na YouTube tehdy dosáhlo 70 tisíc zhlédnutí. Ke konci roku 2021 se zhlédnutí videí pohybuje okolo 527 tisíc, má přes 7 milionů odběratelů a více než 490 nahraných videi. Také podporuje projekt The Trevor Project, což je organizace pro mladou generaci LGBTQ komunity, do které investoval přes 25 000 $ = 475 000 Kč. Sám sebe prezentuje jako profesionální fanynku Darrenna Crisse a One Direction.